# Domenico Savio
Domenico Savio (San Giovanni di Riva presso Chieri, 2 aprile 1842 – Mondonio di Castelnuovo d'Asti, 9 marzo 1857) è stato un allievo di san Giovanni Bosco, morto quattordicenne. È stato proclamato santo nel 1954 da papa Pio XII.

## Biografia
Secondo dei dieci figli del fabbro Carlo e di Brigida Gaiato, una sarta, nacque in una frazione agricola di Riva presso Chieri, San Giovanni di Riva, nel 1842, ma solo un anno dopo si trasferì a Morialdo, frazione di Castelnuovo d'Asti. Nel 1853 la sua famiglia, molto numerosa, con dieci bimbi per lo più morti in tenera età, si spostò a Mondonio, sempre nel comune di Castelnuovo d'Asti: Domenico, per l'intervento del suo professore don Cagliero, parroco di Mondonio, incontrò don Bosco a Morialdo il 2 ottobre 1854. Dopo un breve dialogo, mostrata l'intenzione di diventare sacerdote se avesse avuto la possibilità di studiare, don Bosco decise di farne un suo allievo nell'oratorio di Valdocco, a Torino.
Si distinse per l'assiduità ai sacramenti della Penitenza e dell'Eucaristia e per la devozione all'Immacolata Concezione (il cui dogma era stato proclamato da papa Pio IX nel 1854). Nell'estate del 1856 scoppiò un'epidemia di colera e don Bosco radunò quarantaquattro giovani per soccorrere gli ammalati. Domenico, come gli altri volontari di don Bosco, non riportò, come promesso dal santo, alcun danno. Successivamente la sua salute cagionevole cedette alla tubercolosi e morì, non ancora quindicenne, il 9 marzo 1857.

## "I segreti della santità"
Quando San Giovanni Bosco disse ai ragazzi della sua parrocchia di scrivere su un bigliettino quello che volevano, Domenico Savio scrisse: "Mi aiuti a farmi santo".

Il sacerdote gli rispose con i cosiddetti "segreti della santità":
1. allegria,
2. impegno nei doveri di studio e di preghiera,
3. fare del bene.

## I propositi della prima comunione
A sette anni ricevette la Prima Comunione, per la quale scrisse alcune righe nelle quali riassumeva il suo progetto di vita:
- Mi confesserò molto sovente e farò la comunione tutte le volte che il confessore me lo permetterà.
- Voglio santificare i giorni festivi.
- I miei amici saranno Gesù e Maria.
- La morte ma non peccati.

## Il culto
(Domenico Savio in punto di morte)

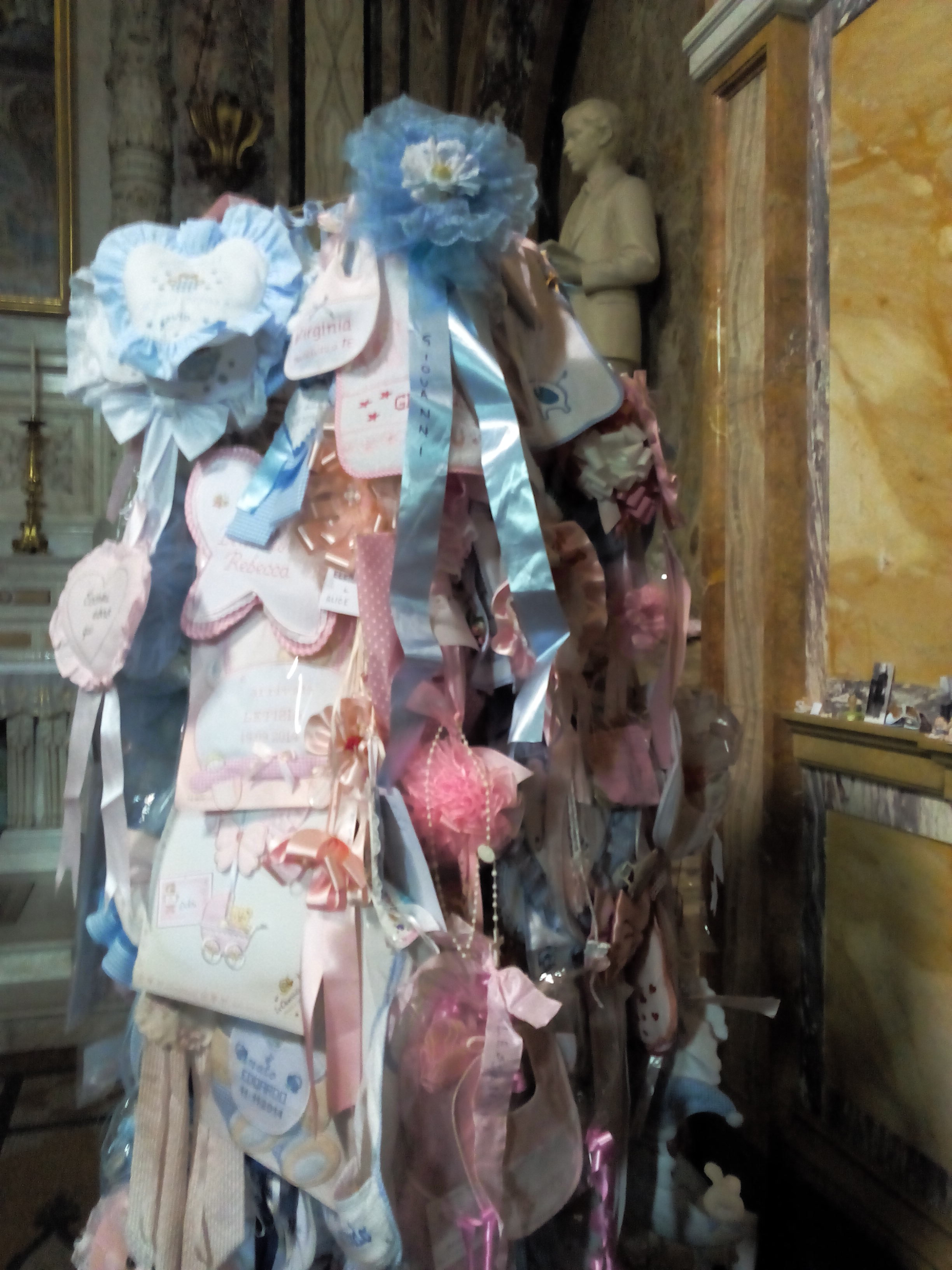
Cappella di San Domenico Savio (Basilica di Maria Ausiliatrice, Torino): fiocchi appesi in ringraziamento per la felice conclusione della gravidanza

Don Bosco ne scrisse la Vita e nel 1933 la Santa Sede ne riconobbe le virtù eroiche.
È stato proclamato beato il 5 marzo 1950 da Pio XII, che lo ha poi canonizzato il 12 giugno 1954.
La memoria liturgica è il 9 marzo: cadendo questo giorno nel periodo di quaresima, la Famiglia Salesiana e le diocesi della Regione Pastorale Piemontese hanno spostato la celebrazione al 6 maggio.
Molte sono le chiese nel mondo dedicate al santo, delle quali una sola è basilica: si trova a Lecce. Altre chiese in Italia si trovano ad Asti, Torino, Druento (TO), Milano (nella zona di Turro/Gorla), Bologna, Terracina (LT), Scordia (CT), Mazzarino (CL), Gela (CL), Vittoria (RG), Nuoro (la chiesa dell'opera salesiana della città), Moncalieri (TO). È contitolare della chiesa dei Santi Castelnovesi in Castelnuovo Don Bosco (AT).

### Patronati
San Domenico Savio è contitolare della parrocchia di Mondonio, ora Mondonio San Domenico Savio, frazione del comune di Castelnuovo Don Bosco.
È patrono dei "pueri cantores", dei ministranti e delle gestanti.

### La protezione delle gestanti
San Domenico Savio viene invocato come protettore delle gestanti, in particolare nel caso di gravidanze a rischio. Al collo della futura mamma viene talvolta appeso con un nastro un abitino, ovvero un'immagine del santo racchiusa da una piccola quantità di tessuto. Un'altra forma di devozione legata alla gravidanza è quella di portare in qualcuno dei luoghi di devozione del santo (cappella del santuario di Maria Ausiliatrice che ospita le spoglie di san Domenico Savio, cappella della basilica di Don Bosco e altri luoghi) il fiocco con il nome del neonato o della neonata in ringraziamento per la felice conclusione della gravidanza.

## I miracoli per la beatificazione

San Domenico Savio

All'epoca erano necessari due miracoli per la beatificazione: nel caso di Domenico Savio la Chiesa cattolica ha ritenuto miracolose le guarigioni di Maria Consuelo Adelantado Moragas e Albano Sabatino.
Il 1º marzo 1936, a Barcellona, la sedicenne Maria Consuelo Adelantado Morgas, allieva dell'oratorio delle figlie di Maria Ausiliatrice, giocando a palla cadde in malo modo, infortunandosi gravemente al braccio sinistro. Si rivolse inizialmente a un praticone, suo parente, che peggiorò la situazione. Interpellato successivamente un medico, il dottor Pamarola, fu sottoposta a una radiografia, che evidenziò una duplice frattura del gomito con dislocazione di frammenti ossei e ulcerazione dei tessuti.
Il 22 marzo la giovane raccontò di aver visto in sogno il cardinale Giovanni Cagliero – un quadro del quale era esposto nell'oratorio delle suore – che la invitava a recitare una novena a Domenico Savio, promettendole la guarigione del braccio nella giornata del venerdì successivo. Il 23 marzo la ragazza, inizialmente scettica essendo cresciuta in una famiglia lontana dalla religione, spinta dalla sofferenza iniziò la novena: alle quattro di notte dell'atteso venerdì, improvvisamente non provò più alcun dolore e si accorse che il braccio era sgonfio, privo di ulcerazioni, e poteva usarlo normalmente.
Il processo canonico confermò l'improvvisa e completa guarigione, scientificamente inspiegabile, che papa Pio XII dichiarò miracolosa l'11 dicembre 1949, insieme a quella di Albano Sabatino, un bambino di sette anni di Siano, in provincia di Salerno, guarito in modo improvviso, completo e duraturo da una gravissima setticemia con broncopolmonite bilaterale, accompagnata da nefrite acuta emorragica e meningite settica, la cui guarigione era stata attribuita all'intercessione di Domenico Savio.

## I miracoli per la canonizzazione

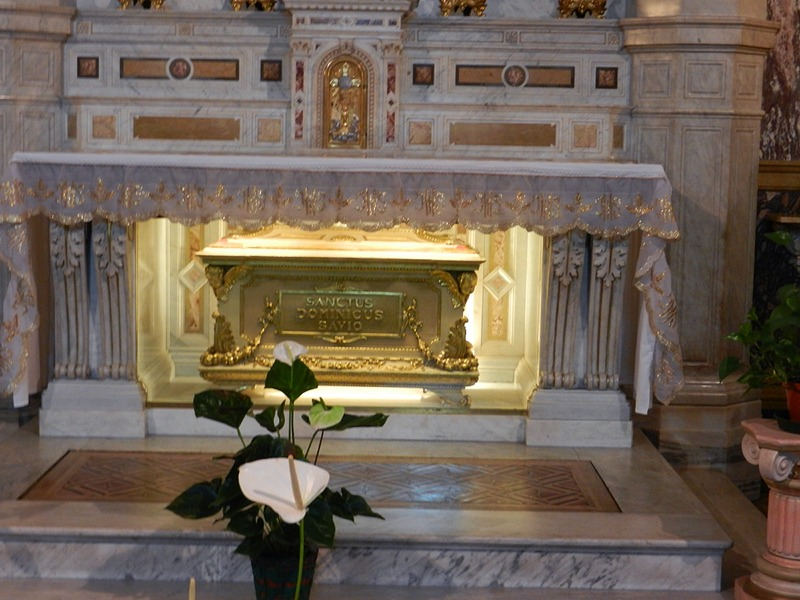
Basilica di Maria Ausiliatrice a Torino: altare di san Domenico Savio con le reliquie del santo

All'epoca erano necessari due miracoli anche per la canonizzazione. I miracoli che portarono il beato Domenico Savio alla santificazione furono sanciti dal decreto promulgato il 4 maggio 1954, firmato Caietanus Card. Cicognani, S.R.C. Praefectus, che riporta: "[…] Rev.mi Cardinales, Officiales Praelati Patresque Consultores suam quisque affirmativam protulit sententiam, quam Beatissimus Pater attente auscultavit ratamque habuit. quare edixit: Constare de istantanea perfettaque sanatione cum Mariae Gianfreda Porcelli ab anhaemia acuta ob intraperitonalem haemorrhagiam, tum Antoniae Micelli Miglietta a sinusite maxillari purulenta chronica reacutizata dextera".
La canonizzazione, celebrata da papa Pio XII, avvenne il 12 giugno 1954, e fu riportata dall'Osservatore Romano n. 136 del 13 giugno 1954, che così scrisse a pagina 3: "…Lo stendardo di Domenico Savio lo rappresenta da una parte genuflesso dinanzi alla Vergine; dall'altra mentre conferma dinanzi a San Giovanni Bosco i suoi propositi di vivere santamente. Ed ecco i due miracoli riconosciuti per la Canonizzazione: il primo è avvenuto nella persona della signora Maria Porcelli Gianfreda, guarita istantaneamente da mortale anemia, conseguente a gravissima emorragia interna; il secondo è avvenuto nella persona della signora Antonia Micelli Miglietta, residente a Lecce, risanata da sinusite mascellare purulenta riacutizzata ed aggravata dalla presenza di una massa di concrezioni occludenti la fossa nasale destra."